# Samantha Catantan
Samantha Kyle Lim Catantan, född 1 februari 2002, är en filippinsk fäktare som tävlar i florett.

## Karriär
Vid sydostasiatiska spelen 2017 i Kuala Lumpur tog Catantan silver i florett efter en finalförlust mot singaporianska Amita Berthier. Vid sydostasiatiska spelen 2019 i Manila tog hon brons både individuellt i florett samt i lagtävlingen tillsammans med Maxine Esteban, Wilhelmina Lozada och Justine Gail Tinio.
Vid sydostasiatiska spelen 2021 i Hanoi, som arrangerades 2022, tog Catantan guld individuellt i florett samt silver i lagtävlingen tillsammans med Maxine Esteban, Wilhelmina Lozada och Justine Gail Tinio. Vid sydostasiatiska spelen 2023 i Phnom Penh tog hon silver individuellt i florett samt brons i lagtävlingen tillsammans med Janna Allysah Catantan, Maricar Maniego och Justine Gail Tinio. Vid olympiska sommarspelen 2024 i Paris blev Catantan utslagen i sextondelsfinalen i florett av italienska Arianna Errigo.